# Tomáš Vymazal
Tomáš Vymazal (* 11. května 1990 Brno) je český softwarový analytik a politik, v letech 2017 až 2021 poslanec Poslanecké sněmovny PČR, v letech 2014 až 2016 místopředseda Pirátů.

## Život
Vystudoval Gymnázium Brno, třída Kapitána Jaroše, maturoval v roce 2009. Pokračoval studiem aplikované informatiky na Fakultě informatiky Masarykovy univerzity, toto studium však v únoru 2013 neúspěšně ukončil. V květnu 2013 si našel zaměstnání ve společnosti Mavenir (dříve Xura či Acision), kde od té doby pracoval.
Tomáš Vymazal žije v Brně.

## Politické působení
Od roku 2010 je členem Pirátů. Od ledna 2014 do dubna 2016 byl 4. místopředsedou strany.
V září 2016 byl jmenován místopředsedou Komise informatiky a otevřenosti radnice Rady města Brna, kde se zaměřuje na odstraňování vendor lock-in (závislost na jednom dodavateli) a použití svobodného software všude tam, kde je to možné.

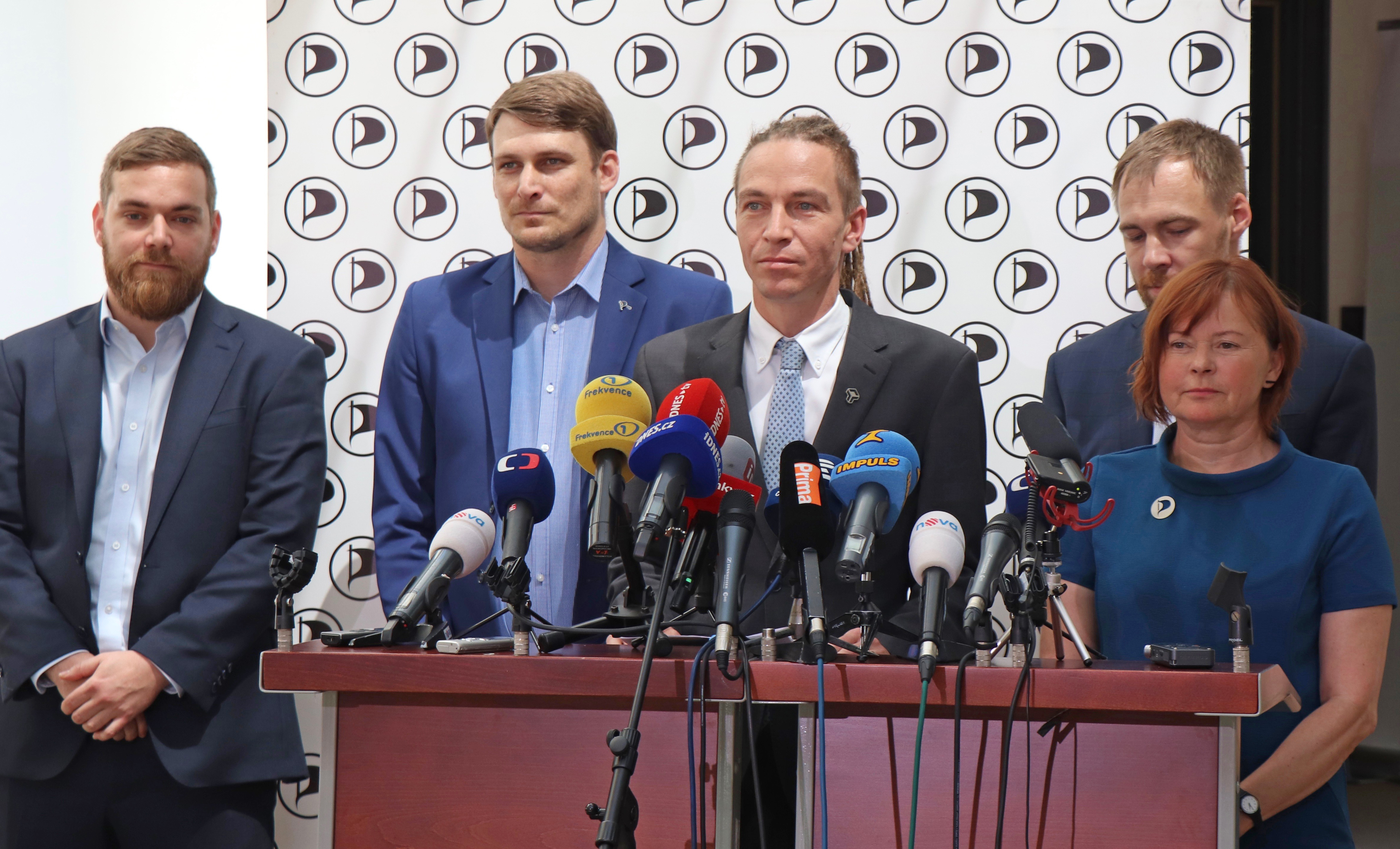
Vymazal na tiskové konferenci v červnu 2019 (vlevo)

V krajských volbách v roce 2012 kandidoval za Piráty do Zastupitelstva Jihomoravského kraje, ale neuspěl. O zisk mandátu se pokoušel znovu, když ve volbách v roce 2016 kandidoval jako člen Pirátů za subjekt "Zelení a Piráti", ale opět neuspěl (tentokrát se však stal prvním náhradníkem).
Ve volbách do Poslanecké sněmovny PČR v roce 2013 kandidoval za Piráty v Jihomoravském kraji, ale neuspěl. Podařilo se mu to až ve volbách v roce 2017, kdy byl zvolen poslancem. V komunálních volbách v roce 2018 kandidoval za Piráty do Zastupitelstva města Brna i do městské části Brno-střed, ale ani v jednom případě neuspěl.
V Poslanecké sněmovně byl členem Petičního výboru a Výboru pro bezpečnost. Jeho politickou prioritou byla legislativa upravující nakládání s konopím a hledání vhodného způsobu úpravy soudobého právního stavu, který konopí stavěl mimo zákon a jeho uživatele postihoval. K problematice uspořádal řadu konferencí a seminářů za účasti politiků, odborníků i lékařů. Jako šéf komise pro kontrolu použití odposlechu se zasazoval o to, aby občané měli právo na informaci o tom, že byli odposlouchávaní státními orgány. V roce 2019 upozornil na závažné nedostatky v diplomové práci Jarmily Vedralové, národní protidrogové koordinátorky jmenované v roce 2018 vládou Andreje Babiše.
Ve volbách do Poslanecké sněmovny PČR v roce 2021 kandidoval jako člen Pirátů na 3. místě kandidátky koalice Piráti a Starostové v Jihomoravském kraji, ale nebyl zvolen. Mandát poslance se mu tak nepodařilo obhájit.

## Kauzy
V květnu 2018 byla odhalena informace o zneužívání poslaneckého bytu pro těžbu plně anonymní kryptoměny ZCash. Po prvotním popírání Vymazal přiznal tuto aktivitu a navrhl výtěžek věnovat na charitu. Navíc přiznal, že jako svou regionální asistentku z veřejných peněz zaměstnával vlastní švagrovou.